# Nino Cerruti
Nino Cerruti (ur. 25 września 1930 w Bielli, zm. 15 stycznia 2022 w Vercelli) – włoski stylista, projektant mody oraz biznesmen; założyciel domu mody Cerruti.

## Życiorys
Odziedziczył po swoim dziadku fabrykę tekstyliów w piemonckim mieście Biella, zmuszony był porzucić studia filozoficzne. Pierwszy butik otworzył w roku 1967 na Place de la Madeleine w Paryżu.
Nino Cerruti wprowadził „casual chic” do ekskluzywnej odzieży męskiej. Jego linia odzieży sportowej odniosła duży sukces w latach 80. Ubierał najlepszych sportowców tamtych czasów, takich jak amerykański tenisista Jimmy Connors i szwedzki narciarz Ingemar Stenmark.
Ale nie tylko sportowcy będą nosić jego ubrania. Jego garnitury będą również nosić znani aktorzy jak Jean-Paul Belmondo i Marcello Mastroianni.
Gwiazdy filmu zakładały jego kreacje na ceremonię wręczenia Oscarów i wielkie festiwale filmowe, w tym w Cannes (Festiwal Filmowy w Cannes).
Zaprojektował kostiumy dla odtwórców głównych ról męskich w wielu filmach, między innymi Filadelfia, Prêt-à-Porter, Nagi instynkt, Pretty Woman, Wall Street, Fatalne zauroczenie. W kilku innych zagrał samego siebie (cameo).
U Nino Cerrutiego nauki pobierał włoski projektant mody, Giorgio Armani. W latach 60. Cerruti starszy o cztery lata od Armaniego, zatrudnił go jako projektanta przy linii dla mężczyzn.